# Maciej Dzieciartowski
Maciej Dzieciartowski (Cieciartowski) herbu Wyssogota (zm. ok. 1570 roku) – łowczy halicki w latach 1553-1554.
Poseł na sejm piotrkowski 1562/1563 roku, sejm piotrkowski 1567 roku z ziemi kołomyjskiej, poseł na sejm piotrkowski 1565 roku z ziemi kołomyjsko-śniatyńskiej.